# 沙坪鎮 (峨邊彝族自治縣)
沙坪镇，是中华人民共和国四川省乐山市峨边彝族自治县下辖的一个乡镇级行政单位。2020年5月，撤销红花乡、共和乡，将原红花乡和原共和乡所属行政区域划归沙坪镇管辖。
沙坪镇原为罗目县县治。1950年峨边县县治从大堡鎮迁至沙坪。

## 行政区划
沙坪镇下辖以下地区：
景阳社区、大坪社区、顺河社区、蔬菜村、新声村、双河村、中坪村、河沟村、六丰村、峨星村、红星村、葛凡村、雪山村、马嘶溪村、岩悬村和月包村。